# Cornedo all'Isarco
Cornedo all'Isarco (Karneid in tedesco) è un comune italiano di 3 430 abitanti della provincia autonoma di Bolzano in Trentino-Alto Adige, situato all'imbocco della valle Isarco, nonché della val d'Ega. Il centro e alcune frazioni sono arroccate sulle pendici della montagna, altre frazioni (Cardano, Prato all'Isarco) si trovano invece in fondovalle.

## Geografia fisica
La frazione di Cardano (Kardaun) è collegata a Bolzano con una linea di autobus urbani (linea 8) e anche con la ciclabile della Valle Isarco.
Da Cardano, attraverso una galleria lunga 1.100 m, si giunge nella Val d'Ega (Eggental) e da lì alle località sciistiche di Nova Ponente e Passo di Pampeago, a Nova Ponente, Nova Levante, al lago di Carezza presso il passo di Costalunga (1.741 m s.l.m.) o al passo di Lavazè (1.805 m s.l.m.) o passo di Oclini (1.989 m s.l.m.) Questi valichi alpini portano in Trentino.
Dai bivi a Prato all'Isarco (Blumau) si giunge nella val di Tires oppure a Fiè allo Sciliar e da lì a Castelrotto, Siusi e all'alpe di Siusi.

## Origini del nome
Il toponimo è attestato per la prima volta tra il 1142 e il 1170 come Corneit, Curneit, Curneid e deriva dal latino cornus ("corniolo"). La forma moderna compare nel 1477 come Karneyd.

## Storia

### Origini
Cornedo è un antico distretto giudiziale (Gericht Karneid), facente parte dal XIII secolo della particolare organizzazione amministrativa della contea del Tirolo. Il distretto veniva gestito, per conto del potere principesco tirolese (dal 1363 asburgico), da diversi casati nobiliari, fra cui i signori di Liechtenstein originari di Laives. La particolare importanza della località risultava anche dalla sua posizione sulla rotta del Brennero che dal XIV secolo, grazie al cosiddetto Kuntersweg, passava per la gola dell'Isarco nel territorio di Cardano, e non più per il Renon.

### Simboli
È parte delle insegne dei conti di Liechtenstein proprietari del castello e amministratori del villaggio dal 1385 al 1595. Lo stemma è stato adottato il 3 aprile 1968.
Questo stemma coincide con lo sfondo di quello di Laives, luogo di origine della casata dei Liechtenstein.

## Monumenti e luoghi d'interesse

### Architetture religiose
- Chiesa di San Vito
- Chiesa dei Santi Pietro e Paolo Apostoli

### Architetture militari
- Castel Cornedo

### Architetture civili

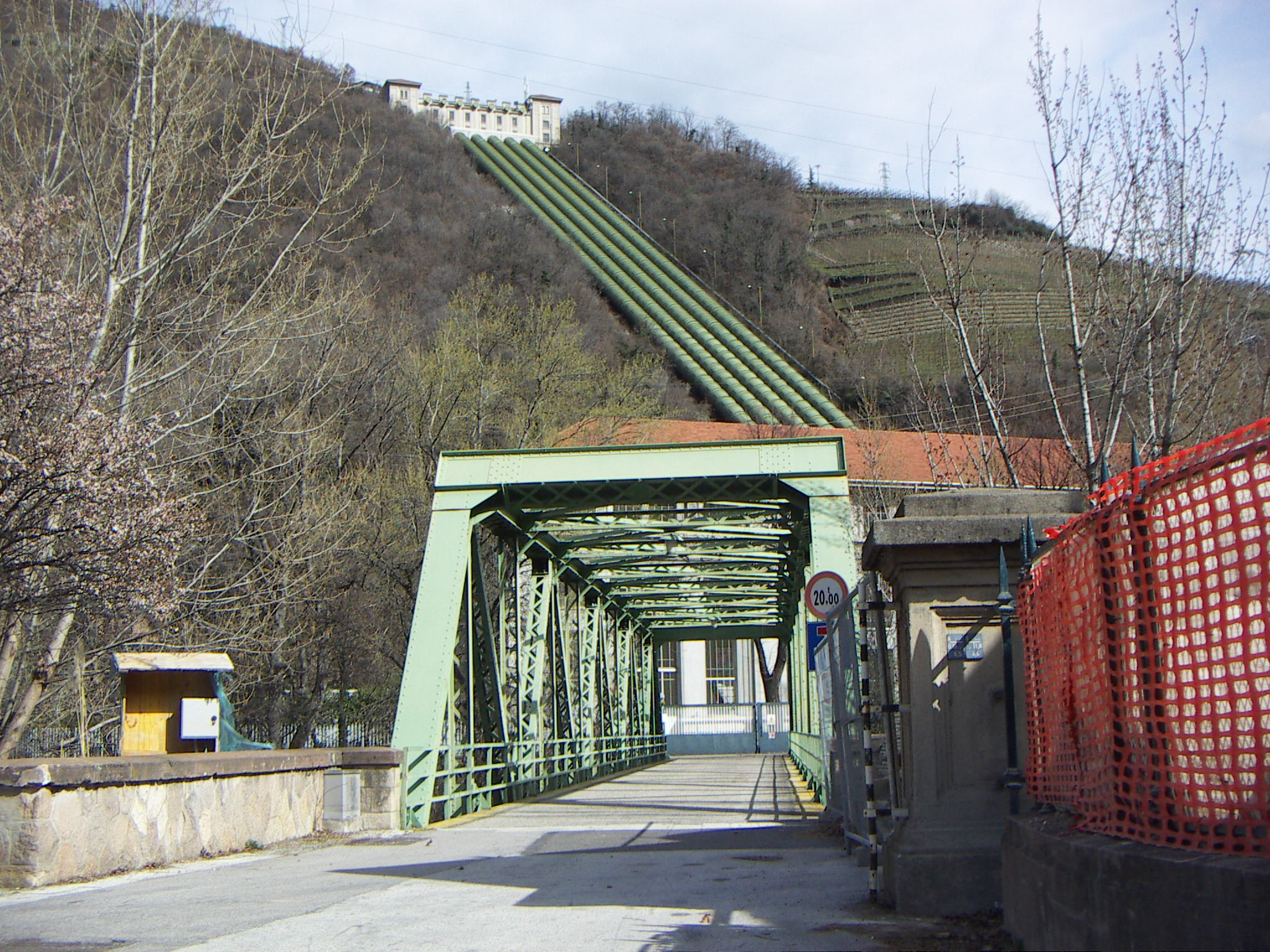
La centrale di Cardano (Kardaun) con le sue condotte forzate

- Centrale di Cardano. Presso il centro abitato di Cardano sorge la centrale idroelettrica, una delle più grandi dell'Alto Adige, dotata di 5 condotte forzate ben evidenti lungo il pendio sovrastante. La sesta condotta è stata smantellata in quanto, sdoppiata alla fine, serviva ad alimentare 2 turbine ad uso ferroviario per la produzione di corrente continua a 5000 V: tale sistema di trazione è stato soppiantato. Le acque che discendono dalle condotte forzate sono derivate dalla diga di Ponte Gardena, circa 15 chilometri a monte. A dare il loro contributo all'opera furono l'architetto torinese Eugenio Mollino oltre all'architetto, e più tardi regista, Luis Trenker e il suo maestro, Clemens Holzmeister. La definitiva entrata in esercizio avvenne il 15 settembre 1929. Nel 1945 la centrale passò dal primo concessionario SIDI a “SIP - Società idroelettrica piemonte”. In seguito vi furono ulteriori passaggi di proprietà: nel 1963, con la nazionalizzazione dell'energia elettrica, Enel subentrò come concessionario della centrale di Cardano e di svariate altre centrali altoatesine. Nel 1999 Enel è divenuta una società per azioni e la gestione della centrale è stata trasferita a Enel Produzione S.p.A. Il 1º giugno 2010 SEL e Enel Produzione hanno dato vita ad una joint venture. Dal gennaio 2011 la neo-costituita società, che ha assunto il nome di SE Hydropower Srl, opera grazie a una nuova concessione, a seguito di procedura per il rilascio/rinnovo indetta nel 2005, che ha durata fino al 31 dicembre 2040. Le condotte hanno una portata che può raggiungere i 90 m³/s al massimo, affrontando un dislivello totale di 183 metri tra il punto di presa (a 459 metri) e il punto di restituzione (a 276 metri). Oggi la centrale è gestita da Alperia Greenpower, affiliata Alperia S.p.A.

## Società

### Le frazioni
```
Frazione (in tedesco)         Uomini 	Donne 	Totale 	Famiglie   
Collepietra (Steinegg)           716 	  677 	 1.393 	     520  
San Valentino in Campo (Gummer)  312 	  286 	   598 	     230
Cornedo (Karneid)                267 	  253 	   520 	     209
Cardano (Kardaun)                239 	  235 	   474 	     213
Prato all'Isarco (Blumau)        196 	  208 	   404 	     174
Briè (Breien)                     24 	   19 	    43 	      17
Totale                         1.754   1.678    3.432     1.363
(riferimento 23 marzo 2020) 
Fonte: 
https://www.gemeinde.karneid.bz.it/system/web/fakten.aspx?menuonr=219369194&sprache=3
```

### Ripartizione linguistica
Appartenenza linguistica degli abitanti secondo il censimento del 2024:
| %      | Ripartizione linguistica (gruppi principali) |
| ------ | -------------------------------------------- |
| 87,98% | madrelingua tedesca                          |
| 11,72% | madrelingua italiana                         |
| 0,30%  | madrelingua ladina                           |

### Evoluzione demografica
Abitanti censiti

## Infrastrutture e trasporti
Cornedo all'Isarco per la sua particolare attenzione a favorire un turismo ecosostenibile a mobilità dolce è inserito nel consorzio delle Perle delle Alpi.

## Amministrazione
| Periodo | Periodo | Primo cittadino    | Partito | Carica  | Note |
| ------- | ------- | ------------------ | ------- | ------- | ---- |
| 2005    | 2015    | Albin Kofler       | SVP     | Sindaco |      |
| 2015    | 2020    | Martina Lantschner | SVP     | Sindaco |      |
| 2020    |         | Albin Kofler       | SVP     | Sindaco |      |